# 3 лютого
3 лютого — 34-й день року в григоріанському календарі. До кінця року залишається 331 день (332 дні — у високосні роки).

## Свята і пам'ятні дні

### Національні
- В'єтнам: Річниця створення Комуністичної партії.
- Гондурас: Суяпська Богоматір[en].
- Мозамбік: День героїв.
- Сан-Томе і Принсіпі: День полеглих.
- США: День чотирьох капеланів[en].
- Таїланд: День ветеранів.
- Фінляндія: День фінської архітектури та дизайну.
- Японія: Сецубун.

### Релігійні

#### Західне християнство
- Пам'ять святих Ансґара, Берлінди Мербекійської[en], Вербурги[en], Власія Севастійського, Гаделіна[en], Клодін Тевене[en], Маргарити Англійської[en], Сельси і Нона[en] та Такаяма Укона;
- Пам'ять блаженної Гелени Штолленверк[en];
- Пам'ять мученика Івана Нельсона[en].

#### Східне християнство[1]
- Післясвято Стрітення Господнього;
- Пам'ять праведних Симеона Богоприїмця та пророчиці Анни;
- Пам'ять пророка Азарії[en];
- Пам'ять мучеників Папія, Діодора, Клавдіана, Адріана і Єввула, Власія Кесарійського;
- Пам'ять святитетеня Ігнатія Маріупольського, митрополита Готфейського і Кефайського;
- Пам'ять рівноапостольного Миколая Японського;
- Знайдення мощей святителя Рафаїла (Заборовського), митрополита Київського, Галицького і всієї Руси;
- День інтронізації блаженнішого Митрополита Київського і всієї України Епіфанія І.

## Іменини
✝  Католицькі: Ансґар, Берлінда, Вербурга, Власій, Гаделін, Гелена, Іван, Клодін, Маргарита, Нона, Сельса, Такаяма.
✙ Православні: Адріан, Анна (Ганна), Влас, Діодор, Епіфаній, Єввул, Ігнатій, Клавдій, Микола, Папій, Рафаїл, Симон (Семен).

## Події

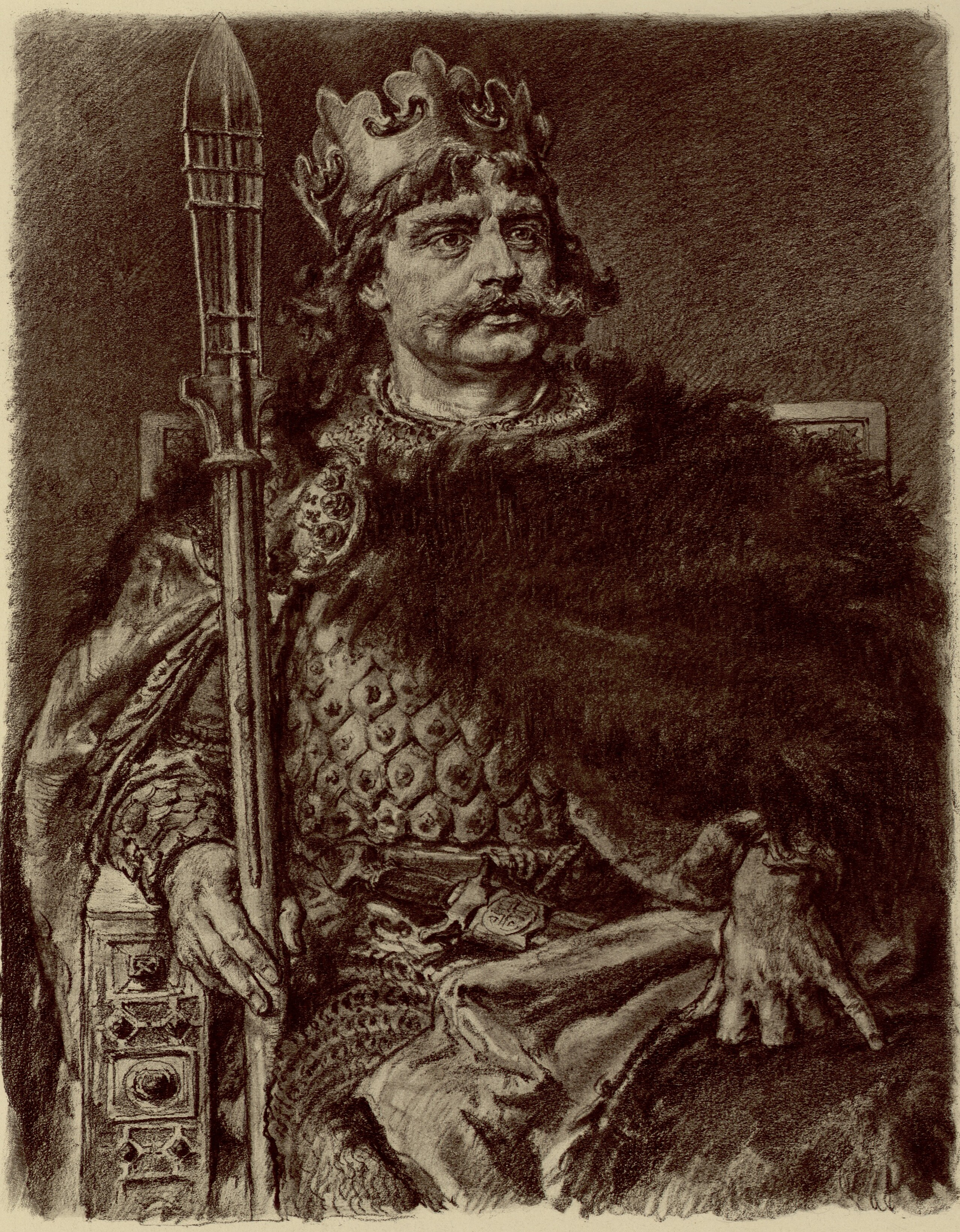
Болеслав I Хоробрий

Марк Твен

- 301 — регент божевільного китайського імператора Хуей-Ді, Сима Лун відсторонив імператора від влади і стратив наслідного принца Сіма Занг. Невдовзі він призначив себе імператором
- 1014 — Гаральд ІІ Свенсон проголошений королем Данії

- 1018 — Болеслав I Хоробрий одружився з Одою, донькою маркграфа Еккехарда I
- 1112 — весілля графа Барселони Рамона Беренгера III і Дус I графині Провансу
- 1261 — німецькі лицарі Тевтонського ордену зазнали поразки від литовського війська в битві при Ленневардені
- 1377 — війна восьми святих: під час штурму Чезена військами Роберта Женевського було вбито близько 2 000 осіб
- 1456 — ополчення Новгородської Республіки зазнало в битві під Русою поразки від татарсько-московських військ великого князя Василя II
- 1488 — Бартоломеу Діаш досяг мису Доброї Надії
- 1509 — португальська ескадра Франсішку де Алмейди перемогла об'єданий флот гуджаратів, мамелюків і заморинів у битві при Діу, що дозволило Португалії захопити ключові порти в Індійському океані
- 1518 — Бона Сфорца виїхала з Барі до Кракова
- 1534 — в Лондоні за наказом короля Генріха VIII страчено ірландського бунтаря Томаса Фіцжеральда
- 1637 — тюльпаноманія в Нідерландах. Кількість продавців тюльпанів перевищила кількість покупців, через що розпочалась біржова паніка і всього за одну ніч тисячі голландців були розорені
- 1690 — в англійській колонії Массачусетс вперше в Америці увійшли в обіг паперові гроші. Їх використовували для оплати солдатів-найманців у війні з Квебеком
- 1781 — в ході війни за незалежність США британські війська силами армії і флоту на чолі з генералом Джоном Воганом і адміралом Джорджем Родні захопили голландську колонію острів Сінт-Естатіус
- 1783 — іспанський король Карл ІІІ визнав незалежність США
- 1815 — у Швейцарії засновано першу у світі фабрику з виробництва твердого сиру
- 1823 — у Венеції відбулася прем'єра опери Россіні «Семіраміда»
- 1830 — представники Великої Британії, Франції і Росії підписали Лондонський протокол, яким визнали Грецію незалежною конституційною монархією. До цього протягом кількох століть Греція перебувала під ярмом османського султана
- 1851 — французький фізик Леон Фуко представив Паризькій академії наук письмове повідомлення, у котрому детально описав експеримент з вільним маятником, установивши тим самим закон відхилення площини його коливання через обертання Землі навколо осі
- 1848 — прокламація британського уряду щодо протекторату над територією річки Оранжевої, Південна Африка
- 1858 — запущено перший трамвай у Гавані, Куба

- 1863 — у місцевій газеті містечка Вірджинія (штат Невада) опубліковано гумористичне оповідання 27-літнього журналіста Семюеля Ленгхорна Клеменса, підписане псевдонімом Марк Твен
- 1867 — Муцухіто став імператором Японії (імператор Мейдзі)
- 1894 — у США спустили на воду перший вітрильник зі сталевим корпусом
- 1913 — набрала чинності Шістнадцята поправка до Конституції США, що дозволила Конгресу встановлювати федеральні податки на доходи
- 1917 — США розірвали дипломатичні відносини з Німеччиною. Причиною демаршу стало потоплення американського пароплава Housatonic біля берегів Сіллі
- 1921 — у Тарнові (Польща) почала роботу «Рада республіки» — тимчасовий український уряд у вигнанні

 — члени НСДАП провели перший масовий мітинг у Мюнхені
- 1926 — у Чехословаччині чеська мова стала офіційною мовою країни
- 1929 — завершився Перший конгрес Українських націоналістів (28 січня — 3 лютого) у Відні, де створено Організацію українських націоналістів, головою проводу якої було обрано Євгена Коновальця
- 1930 — в Індії вперше членом місцевої ради став представник касти недоторканних
- 1932 — відділ нацменшин Сибірського крайвиконкому ухвалив рішення про переведення на українську мову низового апарату Павлоградського, Полтавського, Славгородського, Ординського, Ключевського, Карасуського, Знаменського і Черлацького районів
- 1940 — у ході битви за Британію над Англією збито перший німецький бомбардувальник

 — у Вінніпезі створений Комітет українців Канади
- 1945 — американські війська прорвали німецьку оборонну лінію Зігфрида
- 1950 — в Лондоні за звинуваченнями у передачі таємної державної інформації агентам КДБ арештовано провідного ядерного фізика Клауса Фукса. Докази провини Фукса були знайдені ФБР, яке передало ці матеріали своїм англійським колегам
- 1953 — вийшла друком книга французького океанографа Жака-Іва Кусто «Світ мовчання» — найзнаменитіша робота науковця, в якій він описав унікальні результати трирічного вивчення підводного світу
- 1954 — мешканці Сіднея зустрічали в порту британську королеву Єлизавету II. Британський монарх вперше ступив на австралійську землю
- 1956 — відповідно до вказівок директивних органів, Міністерство культури УРСР здійснило ряд заходів із вилучення з фондів музеїв УРСР експонатів та документів, які відображають діяльність різних «антирадянських контрреволюційних організацій, портретів окремих буржуазно-націоналістичних діячів дореволюційної Росії, панської Польщі, Австро-Угорщини» та інших
- 1962 — уряд США запровадив ембарго на торгівлю з Кубою
- 1966 — радянська непілотована космічна станція «Луна-9», що стартувала з поверхні Землі 31 січня, вперше здійснила м'яку посадку на поверхню Місяця. Станція першою передала на Землю панорамні фото місячної поверхні
- 1969 — в Каїрі на Палестинському національному конгресі новим лідером Організації визволення Палестини обрано Ясіра Арафата — засновника і голову терористичної організації ФАТХ
- 1972 — початок XI зимових Олімпійських ігор у японському Саппоро
- 1977 — полковник Менгісту Хайле Маріам став одноосібним правителем Ефіопії після вбивства восьми членів правлячої Військової ради
- 1981 — Гро Харлем Брундтланд стала першою у світі жінкою — прем'єр-міністром, очоливши уряд Норвегії
- 1986 — Папа Римський Іван Павло II зустрівся в Калькутті з матір'ю Терезою
- 1989 — в результаті збройного перевороту в Парагваї усунуто від влади генерала Альфредо Стреснера, який був президентом цієї країни 35 років
- 1992 — Україна встановила дипломатичні відносини з Туреччиною
- 1994 — президент США Білл Клінтон скасував економічне ембарго щодо комуністичного В'єтнаму, яке діяло 19 років

 — Верховна Рада України ратифікувала в повному обсязі Договір про скорочення і обмеження стратегічних наступальних озброєнь (СНВ-1)
- 1995 — перші військові навчання НАТО на території колишньої НДР
- 1998 — на італійському гірськолижному курорті Кавалезе загинули 20 осіб, коли трос підийомника перерізав літак НАТО, що заходив на посадку
- 2000 — найбільше M&A в історії: Vodafone AirTouch PLC поглинув Mannesmann за 183 млрд доларів
- 2005 — найдорожча у світі газета вийшла друком в Китаї. Спеціальний випуск «Economic Daily» в місті Шеньчжень був надрукований на золотому папері (вартість одного екземпляра газети становила 8000 доларів США)
- 2009 — закінчився процес «Румунія проти України» у Міжнародному суді в Гаазі щодо статусу українського острова Зміїний та шельфу в Північно-Західному Чорномор'ї. Зміїний визнано саме островом, як на тому наполягала Україна (а не скелею, як доводили румуни), однак переважну частину спірної ВЕЗ віддано Румунії

 — Іран вивів на навколоземну орбіту перший національний супутник Омід («Надія») за допомогою своєї ракети-носія «Сафір»
- 2010 — скульптура роботи швейцарського майстра Альберто Джакометті «Людина, що крокує» («L'homme qui marche») була продана на аукціоні Sotheby's за рекордну суму в 65 мільйонів фунтів (104,3 мільйона доларів)
- 2011 — організація «Репортери без кордонів» заявила, що у рейтингу свободи слова «Репортерів без кордонів» Україна за рік президентства Януковича знизилась на 42 позиції та займає 131-е місце — після Іраку

 — на кордоні Камбоджі і Таїланду поновилося військові зіткнення за територію довкола храму 11 століття Преах-Віхеар, який перебуває під охороною ООН. Храм був пошкоджений артилерійським вогнем, із зони конфлікту евакуйовані десятки тисяч мешканців
- 2012 — національний перевізник Угорщини «Malev», авіакомпанія з 66-річною історією, припинила польоти через фінансові проблеми і відмову фінансування з боку уряду
- 2014 — в ході Революції гідності в Києві ветерани-афганці та «Правий сектор» провели власні переговори з МВС та СБУ про звільнення заарештованих на підставі ухваленого закону про амністію. Апеляційний суд відпустив іще 8 затриманих на Грушевського. Комендант Євромайдану підтвердив, що майданівці готові звільнити частину вулиці Грушевського, зокрема якщо їхніх побратимів силовики випустять з-під арешту. Вночі у столиці спалахнули 4 автівки
- 2015 — італійський юрист і політик Серджо Матарелла обраний президентом Італії
- 2018 — в сирійській провінції Ідліб з ПЗРК був збитий російський літак Су-25. Пілот Роман Філіпов був вбитий повстанцями після катапультування
- 2021 — введено указом президента в дію рішення РНБО, персональні економічні санкції та обмеження проти нардепа від ОПЗЖ Тараса Козака, заблоковано проросійські телеканали 112, ЗІК та Newsone як пропагандистські.

## Народились

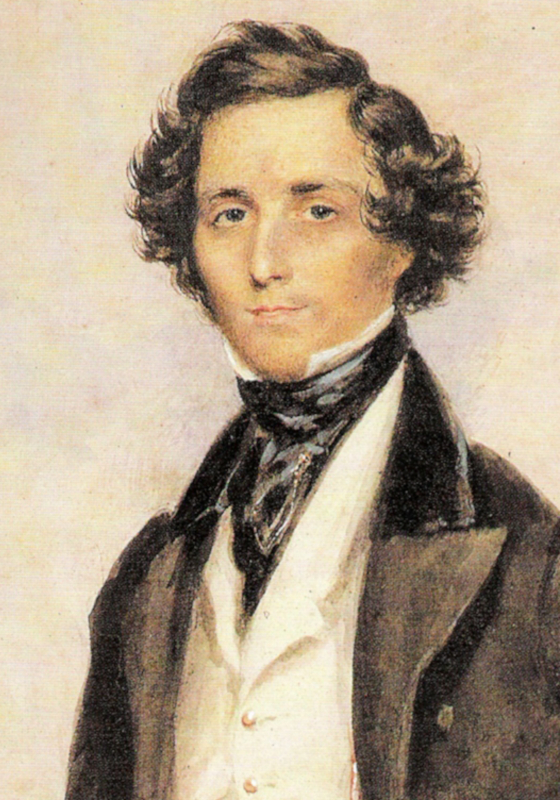
Фелікс Мендельсон

Див. також: Категорія:Народились 3 лютого
- 1735 — Ігнацій Красицький, польський поет XVIII ст.

- 1809 — Фелікс Мендельсон-Бартольді, німецький композитор («Італійська симфонія», «Шотландська симфонія», «Фінгалова печера»), диригент, автор весільного маршу, піаніст, засновник першої німецької консерваторії (Лейпциг, 1843 рік).
- 1821 — Елізабет Блеквелл, перша у світі жінка-лікар, яка отримала вищу медичну освіту.
- 1853 — Геннадій Ладиженський, український маляр.
- 1857 — Вільгельм Людвіг Йогансен, данський біолог, що ввів терміни «популяція», «ген», «генотип» і «фенотип».
- 1859 — Олаф Фінсен, фарерський політичний діяч, мер Торсгавна (1904–1909), перший в історії Фарерських островів фармацевт.
- 1859 — Гуго Юнкерс, німецький авіаконструктор (помер того ж дня 1935).
- 1864 — Володимир Самійленко, український письменник.
- 1870 — Ада Негрі, італійська поетеса.
- 1872 — Іван Фомін, архітектор, один із засновників неокласицизму, автор будинку Кабінету Міністрів у Києві.
- 1874 — Гертруда Стайн, американська письменниця, авторка вислову «втрачене покоління».
- 1887 — Ґеорґ Тракль, австрієць, визнаний одним із найкращих поетів XX століття.
- 1889 — Карл Теодор Дреєр, данський кінорежисер-новатор, один з найвизначніших майстрів європейського кіномистецтва.
- 1898 — Алвар Аалто, фінський архітектор (його прізвищем відкриваються всі енциклопедії).
- 1904 — Гео Коляда (справжнє ім'я — Григорій Опанасович), український поет (†1941).
- 1909 — Сімона Вейль, французький філософ-містик.
- 1909 — Андре Каятт, французький кінорежисер.
- 1936 — Джеймс Бріджес, американський кінорежисер і сценарист («Китайський синдром» — «Оскар», 1980).
- 1938 — Віктор Буоно, американський актор.
- 1939 — Майкл Чіміно, американський кінорежисер.
- 1951 — В'ячеслав Медвідь, український письменник.
- 1974 — Ігор Пелих, український телеведучий, журналіст, продюсер (†2009).
- 1979 — Епіфаній, митрополит Київський і всієї України, предстоятель Православної церкви України.

## Померли

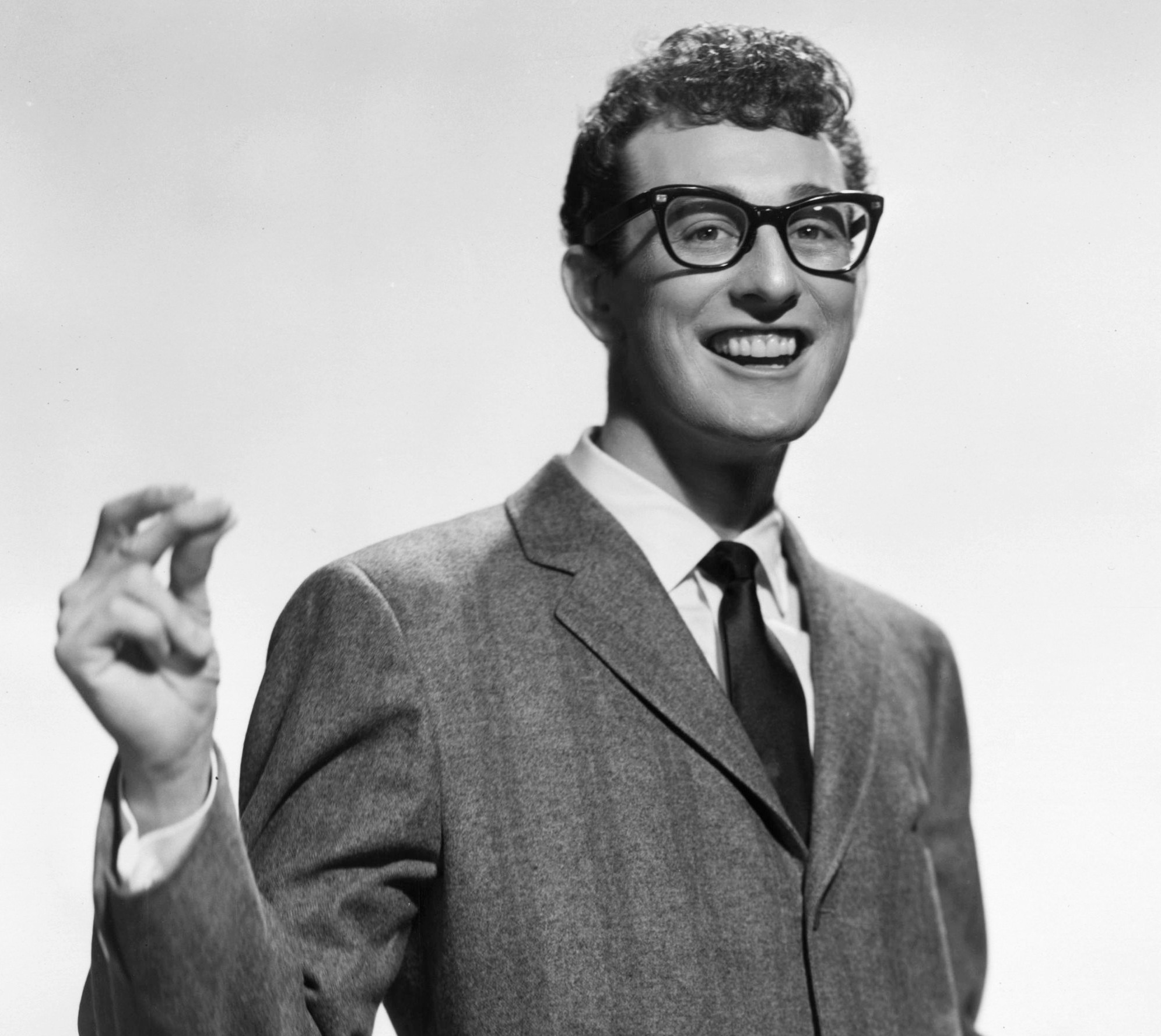
Бадді Голлі

Див. також: Категорія:Померли 3 лютого
- 1116 — Коломан І, угорський король, одружений з донькою Володимира Мономаха.
- 1428 — Асікаґа Йосімоті, 4-й сьоґун сьоґунату Муроматі.
- 1468 — Йоганн Гутенберг, німецький і європейський першодрукар.
- 1846 — Йозеф Вайгль, австрійський композитор і диригент.
- 1862 — Жан-Батіст Біо, французький фізик, геодезист і астроном (* 1774).
- 1924 — Томас Вудро Вільсон, американський державний діяч, 28-й Президент США (1913—1921), історик і політолог, лауреат Нобелівської премії миру.
- 1951 — Август Горх, німецький підприємець і конструктор, творець марок «Horch» і «Audi».
- 1956 — Еміль Борель, французький математик (* 1871).
- 1959 
  - Бадді Голлі, один із батьків рок-н-ролу (загинув в авіакатастрофі).
  - Річі Валенс, американський співак, композитор, гітарист.
- 1975 — Ум Кульсум, єгипетська співачка.
- 1989 — Джон Кассаветіс, американський кінорежисер.
- 1997 — Богуміл Грабал, чеський письменник.
- 2009 — Павло Загребельний, український письменник («Роксолана», «Диво», «Левине серце», «Євпраксія»).
- 2005 — Ернст Майр, німецький біолог.
- 2011 — Марія Шнайдер, французька акторка.
- 2012 — Бен Газзара, американський актор.
- 2023 — Пако Рабанн, французький модельєр-кутюр'є.